# 가모정 (히로시마현)
가모정(加茂町)은 히로시마현 후카야스군에 설치되었던 정이다. 현재의 후쿠야마시에 해당한다.